# Bytča
Bytča (niem. Großbitsch, węg. Nagybicscse) – miasto powiatowe w północnej Słowacji, w kraju żylińskim, w regionie Dolina Wagu.
Bytča leży na wysokości 337 m n.p.m. w Kotlinie Wielkiej Bytczy nad Wagiem, między Jawornikami na północy i Górami Strażowskimi na południu. Liczba mieszkańców miasta w 2011 roku wynosiła 11,3 tys. osób, powierzchnia miasta – 43,079 km². W skład miasta wchodzą dawne osiedla:
- Beňov (około 1899 przyłączone do wsi Malá Bytča),
- Mikšová (w 1907 przyłączone do wsi Malá Bytča),
- Hliník nad Váhom (przyłączone w 1946),
- Malá Bytča (węg. Kisbiccse, od 1907 Miksofalva, niem. Klein-Bitsch; przyłączone w 1946),
- Veľká Bytča (węg. Nagybiccse, niem. Grossbitsch; przyłączone w 1946),
- Pšurnovice (węg. Psurnovicz; przyłączone w 1971),
- Hrabové (węg. Hrabova; przyłączone w 1971).

Przez Bytčę przebiega słowacka droga krajowa nr 18 (międzynarodowa E442 od przejścia granicznego Makov – Horní Bečva na granicy z Czechami do Żyliny, która kilka kilometrów na południe od miasta łączy się z drogą krajową nr 61 (przyszła autostrada D1 / międzynarodowe trasy E50 i E75).
Dzisiejsza Bytča powstała w 1946 z połączenia wsi Malá Bytča (z wcześniej przyłączonymi wsiami Beňov i Mikšová), Veľká Bytča i Hliník nad Váhom.
Pierwsza wzmianka o osadzie Veľká Bytča pochodzi z 1234. Wówczas była to osada pod zamkiem. Prawa miejskie Veľká Bytča otrzymała w 1378. Miasto stanowiło ośrodek rzemiosła. Do 1500 należało do posiadłości biskupa Nitry, a następnie, po kilku zmianach, w połowie XVI wieku znalazło się pod władzą magnackiego rodu Turzonów. Turzonowie uczynili z bytczańskiego zamku swoją rodową siedzibę. Za czasów ich panowania miasto szybko się rozwijało, stanowiło ośrodek kultury. Po wygaśnięciu tego rodu na początku XVII wieku miasto przeszło w ręce rodu Esterházych, którzy również dbali o jego rozwój. W 1862 miasto kupili od nich Popperowie – ród kupiecki, którego zasługą jest rozbudowa miejskiego browaru, założonego w XVI wieku. Pod koniec XIX wieku w mieście rozwinął się przemysł, między innymi w 1879 założono pierwszą na ziemiach słowackich fabrykę zapałek. Wsie wchodzące w skład dzisiejszej Bytčy liczyły w 1910 3,1 tys. mieszkańców, z czego 2,3 tys. Słowaków, 0,4 tys. Węgrów i 0,4 tys. Niemców.
Obecnie w Bytčy znajdują się zakłady przemysłu maszynowego (Kinex), włókienniczego, drzewnego i spożywczego, wśród nich – znany browar.
W Bytčy znajdują się:
- zamek z XIII wieku, przebudowany w XVI na renesansowy; w 1611 na tym zamku odbył się proces Elżbiety Batory, a później służył tu w habsburskim wojsku zbójnik Juraj Jánošík,
- jedyny na Słowacji pałac weselny z 1601 r. – obecnie muzeum,
- renesansowe, barokowe i klasycystyczne kamienice mieszczańskie.
- neoromańska synagoga.

## Miasta partnerskie
- Karolinka
- Opoczno